# Wildlife
Wildlife — третий студийный альбом британской рок-группы Mott the Hoople, выпущенный компанией Island Records (ILPS 9144) 16 марта 1971 года. В США альбом вышел на лейбле Atlantic Records.

## Об альбоме
Wildlife был записан с продюсером Гаем Стивенсом в ноябре-декабре 1970 года в лондонской Island Studios. По сравнению с музыкой двух первых альбомов Wildlife отличался смягчённым звучанием. Альбом поднялся до #44 в UK Albums Chart.

## Список композиций
| №                   | Название                             | Автор(ы)            | Длительность |
| ------------------- | ------------------------------------ | ------------------- | ------------ |
| 1.                  | «Whiskey Woman»                      | Мик Ральфс          | 3:42         |
| 2.                  | «Angel Of Eighth Avenue»             | Иэн Хантер          | 4:33         |
| 3.                  | «Wrong Side Of The River»            | Ральфс              | 5:19         |
| 4.                  | «Waterlow»                           | Хантер              | 3:03         |
| 5.                  | «Lay Down»                           | Мелани Савка        | 4:13         |
| 6.                  | «It Must Be Love»                    | Ральфс              | 3:31         |
| 7.                  | «Original Mixed-Up Kid»              | Хантер              | 3:14         |
| 8.                  | «Home Is Where I Want To Be Tonight» | Ральфс              | 4:11         |
| 9.                  | «Keep A-Knockin' (Live)»             | Литтл Ричард        | 10:10        |
| Общая длительность: | Общая длительность:                  | Общая длительность: | 38:25        |

| №   | Название      | Автор(ы)                                                  | Длительность |
| --- | ------------- | --------------------------------------------------------- | ------------ |
| 10. | «It’ll Be Me» | Клемент                                                   | 2:58         |
| 11. | «Long Red»    | Лесли Уэст/Феликс Паппаларди/Эйс Вентура/Линдси Ландсберг | 3:47         |

## Участники записи
Mott The Hoople
- Иэн Хантер — вокал, ритм-гитара, фортепиано
- Verden Allen — электроорган
- Мик Ральфс — соло-гитара, бэк-вокал
- Pete «Overend» Watts — бас-гитара
- Dale «Buffin» Griffin — ударные

Прочие музыканты
- Gerry Hogan — стил-гитара
- Stan Tippens, Jess Roden — бэк-вокал
- Michael Gray — аранжировка струнных
- James Archer — скрипка

Звукоинженеры
- Brian Humphries — звукоинженер
- Andy Johns — звукоинженер

## Чарты
| Чарт (1971)          | Высшие позиции |
| -------------------- | -------------- |
| Official Charts (UK) | 44             |